# خارستان

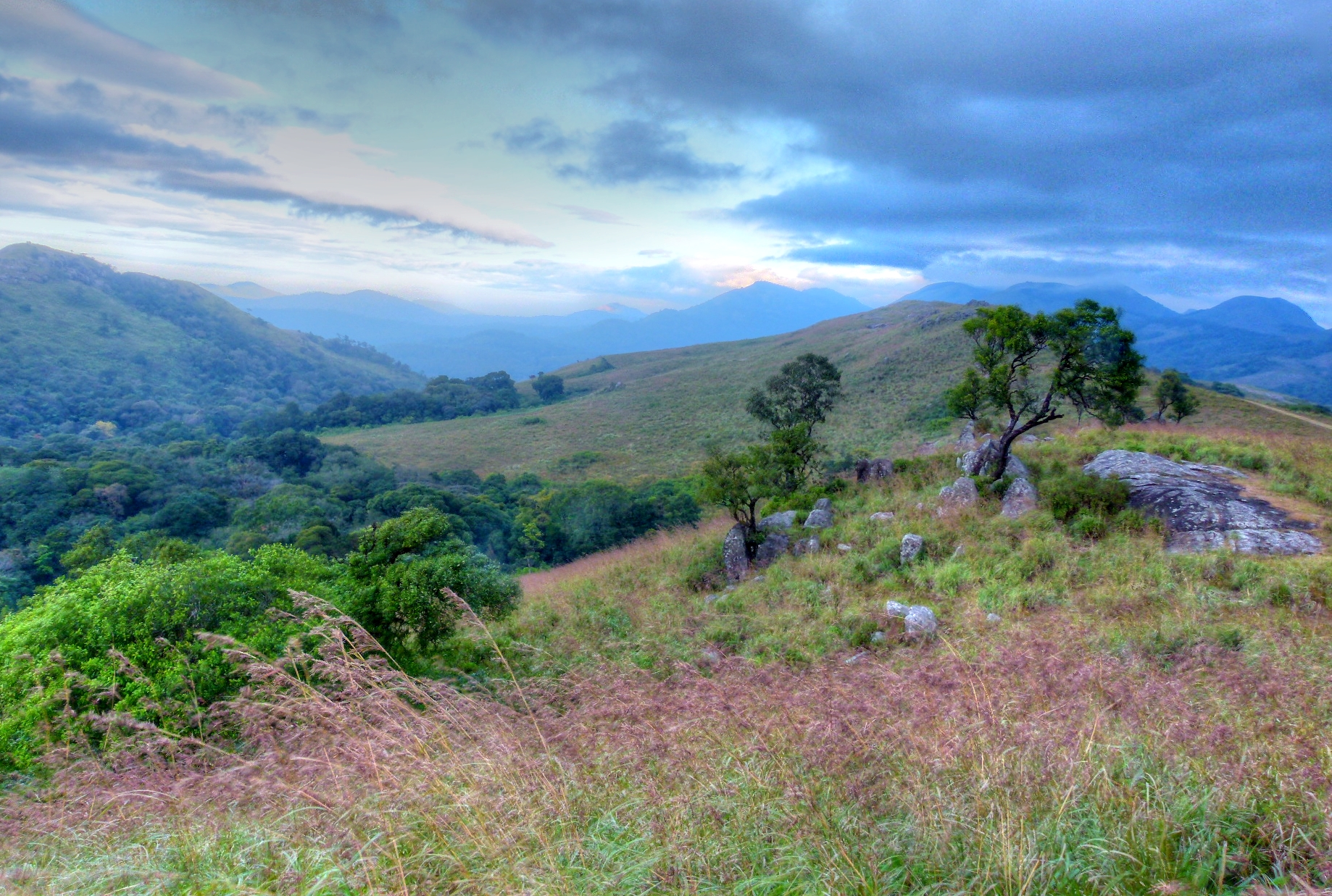
جنگل‌های خشک جودیگر، کارناتاکا، هند

خارستان، تیغستان یا جنگل خارستان (به انگلیسی: Thorn forest) یک بوته‌زار انبوه با پوشش گیاهی ویژهٔ مناطق نیمه‌گرمسیری خشک و معتدل گرم با میانگین بارندگی فصلی ۲۵۰ تا ۵۰۰ میلیمتر (۹٫۸ تا ۱۹٫۷ اینچ) است.
با افزایش بارندگی، جنگل‌های خارزار در جنگل‌های ساوانا و با خشک‌تر شدن آب و هوا با بیابان‌ها درمی‌آمیزند.